# گرگ ریکارت
گرگ ریکارت (انگلیسی: Greg Rikaart؛ زادهٔ ۲۶ فوریهٔ ۱۹۷۷) هنرپیشه اهل ایالات متحده آمریکا است. وی از سال ۱۹۹۹ میلادی تاکنون مشغول فعالیت بوده‌است.
او در فیلم طعمه راک اند رول بازی کرده‌است.